# Felice di Napoli
Feice (V secolo – Napoli, prima del 465) è stato un vescovo italiano, vescovo di Napoli nella seconda metà del V secolo.

## Biografia
Felice è noto solo perché documentato dalle Gesta episcoporum Neapolitanorum e dal Catalogus episcoporum Neapolitanorum, che lo pongono come 17º vescovo di Napoli, successore di Timasio e predecessore di Sotero. Secondo le stesse fonti, Felice governò la Chiesa napoletana per 9 anni, 3 mesi e 6 giorni, nella seconda metà del VI secolo. Felice morì prima del 465, anno in cui è storicamente documentato il successore Sotero.